# Cerco de Jasna Góra

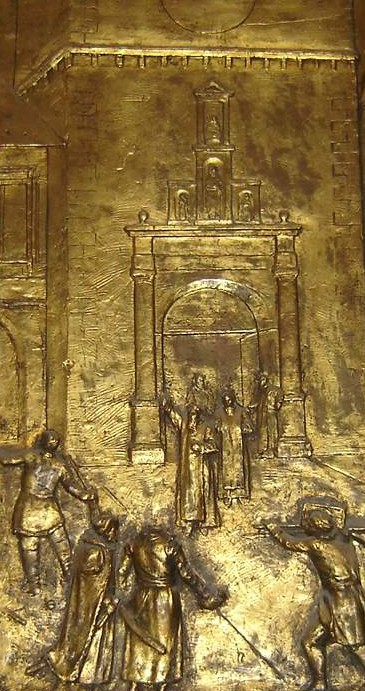
Defesa de Jasna Gora. Relevo do século XIX

O Cerco de Jasna Góra (também conhecido menos precisamente como a Batalha de Częstochowa, polonês: Oblężenie Jasnej Góry) ocorreu no inverno de 1655 durante a Segunda Guerra do Norte, ou "O Dilúvio" - como a invasão sueca da República das Duas Nações é conhecida. Os suecos estavam tentando capturar o mosteiro de Jasna Góra em Częstochowa. Seu cerco de um mês, no entanto, não foi bem-sucedido, pois uma pequena força composta por monges do mosteiro de Jasna Góra liderada por seu Prior e apoiada por voluntários locais, principalmente da szlachta (nobreza polonesa), lutou contra os alemães numericamente superiores (que foram contratados pela Suécia), salvou seu ícone sagrado, a Madona Negra de Częstochowa, e, de acordo com alguns relatos, virou o curso da guerra.

## Prelúdio
A década de 1650 marcou o fim da Idade de Ouro da Polônia, que se envolveu em uma série de guerras, particularmente a Revolta de Chmielnicki e a Guerra Russo-Polonesa (1654-1667). Em 1655, os suecos decidiram aproveitar a fraqueza da Commonwealth para reviver a Guerra polaco-sueca, que estava fervendo no século passado. As forças suecas rapidamente invadiram grande parte do território da Commonwealth. No final de 1655, o rei polonês, João II Casimir, refugiou-se na Silésia dos Habsburgo, no Castelo de Głogówek. Apesar disso, as forças da Commonwealth ainda não foram derrotadas, e os suecos decidiram proteger o mosteiro fortificado de Jasna Góra, uma importante fortaleza perto da fronteira com a Silésia, conhecida por suas riquezas.
Em 6 de agosto de 1655, com esta notícia sombria, um conselho de guerra foi realizado no mosteiro de Jasna Gora sob a liderança de Teofil Bronowski, o Priorship de Augustine Kordecki, e comandante da guarnição da fortaleza Coronel Jan Pawl, brasão de armas Cellari. Começamos os preparativos do mosteiro fortificado de Jasna Gora para a defesa armada.

— Nova Gigantomachia em Claro Monte Czestochoviensi, 1658
À medida que os suecos se aproximavam, os monges temiam que os protestantes saqueassem seu santuário católico, visto que a grande guerra religiosa europeia do século 17, a Guerra dos Trinta Anos, mal havia terminado. Assim, o ícone sagrado foi substituído por uma cópia e o original mudou-se em 7 de novembro em segredo para o castelo em Lubliniec, e mais tarde para o mosteiro paulino em Mochów entre as cidades de Prudnik e Głogówek. Os monges também compraram cerca de 60 mosquetes e munições, e contrataram 160 soldados para apoiar os 70 monges capazes de combater. As forças de defesa também foram auxiliadas por cerca de 80 voluntários, entre eles 20 nobres, incluindo Stanisław Warszycki. O mosteiro tinha boa artilharia: 12-18 canhões leves (de 2 a 6 libras) e doze de 12 libras.
Nesse meio tempo, os suecos, vendo que não podiam pegar o mosteiro de surpresa, tentaram negociar. Em 8 de novembro, os suecos (300 cavalaria sob o comando de Jan Wejhard) solicitaram o direito de guarnecer o mosteiro; no entanto, foi-lhes recusado o direito de entrar. O Prior do mosteiro, Augustyn Kordecki, enquanto repetidamente solicitava ajuda ao rei da Polônia, João II Casimir, ofereceu-se para reconhecer Carlos X Gustavo da Suécia como rei para evitar um conflito militar. Ele recebeu um documento dos suecos que prometia segurança ao mosteiro, mas em 18 de novembro ele se recusou a deixar outra unidade sueca entrar. O comandante sueco, general Burchard Müller von der Luhnen, com uma força de 2 250 homens (1 800 de cavalaria, 100 dragões, 300 de infantaria e 50 de artilharia) com 10 canhões (embora leves - oito de 6 libras e dois de 4 libras), após negociações fúteis com Kordecki, decidiu iniciar o cerco, que continuaria até a noite de 26 para 27 de dezembro.

## A batalha
O cerco começou em 18 de novembro. Os suecos tinham uma vantagem numérica, mas artilharia inferior em comparação com a montada no mosteiro. Em 28 de novembro, os sitiados sob a liderança de Piotr Czarniecki fizeram uma surtida surpresa e destruíram dois canhões suecos. Seguiram-se negociações, que não deram frutos – os suecos prenderam dois monges, mas libertaram-nos depois. Como Kordecki não concordou em entregar o mosteiro, os combates foram retomados. Perto do final de novembro, os suecos receberam reforços – cerca de 600 homens com 3 canhões. Em 10 de dezembro, os suecos trouxeram artilharia pesada de cerco – dois de 24 libras e 4 de 12 libras, com 200 homens. Os suecos finalmente tinham artilharia de calibre mais pesado do que os defensores, embora ainda tivessem menos canhões do que o mosteiro. Naquele momento, os sitiantes suecos estavam no auge de sua força, com 3.200 homens (incluindo 800 poloneses que serviam ao rei sueco) e 17 canhões. O exército sueco em Jasna Góra, embora comumente referido como "os suecos", era na verdade composto principalmente por mercenários alemães. Com a nova artilharia, os suecos danificaram significativamente as muralhas do norte, bem como o bastião da Santíssima Trindade.
Em 14 de dezembro, os poloneses fizeram outra surtida, destruindo um dos redutos dos suecos, bem como um dos 24 libras. Os suecos então começaram a bombardear o lado sul, bem como cavar o túnel. Em 20 de dezembro, os poloneses liderados por Stefan Zamoyski voltaram a se despedir, desta vez durante o dia pouco depois do meio-dia. Eles destruíram dois canhões e mataram a maioria dos mineiros no túnel. Em 24 de dezembro, Kordecki se recusou a se render mais uma vez, e os suecos voltaram a bombardear o lado norte. Durante uma de suas barragens mais pesadas, o segundo de seus 24 quilos apresentou defeito e foi destruído.
Os suecos então exigiram um resgate de 60 000 talares para levantar o cerco, mas Kordecki respondeu que, embora ele tivesse pago antes dos combates, o mosteiro agora precisava do dinheiro para reparos. Finalmente, em 27 de dezembro, os suecos decidiram se retirar. Eles fizeram várias pequenas tentativas de pegar o mosteiro de surpresa nas semanas seguintes, já que a fortaleza se tornou um centro cada vez mais importante para os guerrilheiros anti-suecos locais. O lado polaco registou algumas dezenas de vítimas, enquanto os suecos, várias centenas.

## Consequências
O mosteiro fortificado de Jasna Góra foi a única fortaleza na Polônia que os invasores suecos não conseguiram capturar. Os historiadores discordam sobre a importância da defesa de Jasna Góra para virar a maré da guerra. Em dezembro, quando os suecos levantaram o cerco, as forças polonesas começaram a ganhar vantagem, e a defesa de Jasna Góra, um símbolo importante para os poloneses, foi certamente um impulso moral significativo. No entanto, até que ponto a defesa de Jasna Góra motivou os defensores ainda é uma questão em aberto.
Em 1658 Augustyn Kordecki publicou um livro, Nova Gigantomachia in Claro Monte Czestochoviensi, no qual ele se concentrou na importância da defesa de Jasna Góra. Um ano depois, o autor polonês Stanisław Kobierzycki baseou-se em sua descrição em Obsidio Clari Montis Częstochoviensis. No século XIX, a defesa do mosteiro tornou-se amplamente popularizada em um romance, O Dilúvio, de Henryk Sienkiewicz, um dos escritores poloneses mais populares de seu tempo e ganhador do Prêmio Nobel (um filme de 1974 foi baseado no romance).
O Cerco de Jasna Gora é comemorado no Túmulo do Soldado Desconhecido, Varsóvia, com a inscrição "JASNA GORA 18 XI-26 XII 1655".